# KOI-7923
KOI-7923은 물병자리에 위치한 항성이다. 2017년에 발견한 천체이다.

## 설명
KOI-7923은 지구에서 약 700 광년 떨어진 곳에 위치하고 있으며 태양계의 유일한 항성인 태양과 같이 G형 주계열성인 항성이다. 이로 인하여 이 항성은 태양과 비슷한 특징을 가지며 항성의 온도와 크기도 태양과 비슷하다. 항성의 나이는 태양보다 약간 더 많을 것으로 추정되며 슈퍼지구에 속하는 외계 행성인 KOI-7923.01을 거느리고 있는게 확인된 항성이다. 현재까지는 거느리고 있는 외계 행성이 KOI-7923.01만 확인되었지만 추후 이항성에 대하여 연구를 더 진행하면 더 많은 외계 행성을 발견할 수 있을 것으로 보이며 이항성에 형성된 행성계도 태양계와 유사할 것으로 추정된다.

## 같이 보기
- 항성
- 물병자리
- G형 주계열성